# Éguzon-Chantôme
Éguzon-Chantôme – miejscowość i gmina we Francji, w Regionie Centralnym, w departamencie Indre.
Według danych na rok 1990 gminę zamieszkiwały 1384 osoby, a gęstość zaludnienia wynosiła 38 osób/km² (wśród 1842 gmin Regionu Centralnego Éguzon-Chantôme plasuje się na 289. miejscu pod względem liczby ludności, natomiast pod względem powierzchni na miejscu 221.).
Przez miejscowość przepływa rzeka Abloux.